# Eotetranychus africanus
Eotetranychus africanus är en spindeldjursart som beskrevs av Meyer 1987. Eotetranychus africanus ingår i släktet Eotetranychus och familjen Tetranychidae. Inga underarter finns listade i Catalogue of Life.